# TOPO (fichier)
Le Fichier TOPO, ou Fichier des entités topographiques, est un fichier (au sens administratif du terme) français listant l'ensemble des entités topographiques du référentiel TOPAD de la Direction générale des Finances publiques. 
Il remplace le FANTOIR depuis juillet 2023.

## Pour approfondir